# 吴宝星
吴宝星 (英語：Goh Poh Seng, 1936年7月—2010年1月10日)是一位华裔新加坡和加拿大双重国籍剧作家，小说家，医生和诗人。

## 生平
1936年出生在吉隆坡。后毕业于都柏林大学学院，写作灵感来源于爱尔兰诗人兼好友帕特里克·卡范纳和布兰登•贝汉，在新加坡行医25年。